# Người tình Praha
Người tình Praha (tiếng Hàn: 프라하의 연인; Hanja: 프라하의 戀人; Romaja: Peurahaui Yeonin) là một bộ phim truyền hình Hàn Quốc 2005 với sự tham gia của diễn viên Jeon Do-yeon, Kim Joo-hyuk, Kim Min-joon và Yoon Se-ah. Phim chiếu trên SBS từ 24 tháng 9 đến 20 tháng 11 năm 2005 vào mỗi thứ 7 & chủ nhật lúc 21:45 gồm 18 tập.

## Phân vai
- Jeon Do-yeon vai Yoon Jae-hee
- Kim Joo-hyuk vai Choi Sang-hyun
- Kim Min-joon vai Ji Young-woo
- Yoon Se-ah vai Kang Hye-joo
- Lee Jung-gil vai the President Yoon Jung-han
- Jang Geun-suk vai Yoon Gun-hee
- Jung Dong-hwan vai Ji Kyung-hwan (ba Young-woo)
- Ha Jung-woo vai Ahn Dong-nam
- Yoon Young-joon vai Suh Yoon-kyu
- Kim Seung-wook vai Hwang Dal-ho
- Kim Na-woon as Shin Kwang-ja
- Andy vai Ji Seung-woo

### Ratings
| Ngày       | Tập        | Toàn quốc | Seoul |
| ---------- | ---------- | --------- | ----- |
| 24-9-2005  | 1          | 20.7%     | 22.6% |
| 25-9-2005  | 2          | 20.2%     | 22.2% |
| 1-10-2005  | 3          | 20.8%     | 22.1% |
| 2-10-2005  | 4          | 22.2%     | 22.3% |
| 8-10-2005  | 5          | 25.6%     | 27.7% |
| 9-10-2005  | 6          | 27.8%     | 30.4% |
| 15-10-2005 | 7          | 27.9%     | 29.3% |
| 16-10-2005 | 8          | 28.5%     | 30.3% |
| 22-10-2005 | 9          | 27.1%     | 28.3% |
| 23-10-2005 | 10         | 29.2%     | 31.0% |
| 29-10-2005 | 11         | 27.7%     | 28.7% |
| 30-10-2005 | 12         | 30.2%     | 31.3% |
| 5-11-2005  | 13         | 27.5%     | 28.3% |
| 6-11-2005  | 14         | 26.8%     | 27.6% |
| 12-11-2005 | 15         | 28.8%     | 31.7% |
| 13-11-2005 | 16         | 27.7%     | 28.9% |
| 19-11-2005 | 17         | 26.3%     | 27.9% |
| 20-11-2005 | 18         | 31.0%     | 32.6% |
| Trung bình | Trung bình | 26.1%     | 27.9% |

Nguồn: TNS Media Korea

### Giải thưởng
| Năm  | Giải                                   | Thể loại                    | Người nhận   |
| ---- | -------------------------------------- | --------------------------- | ------------ |
| 2005 | SBS Drama Awards                       | Top Excellence Award, Actor | Kim Joo-hyuk |
| 2005 | SBS Drama Awards                       | Grand Prize (Daesang)       | Jeon Do-yeon |
| 2006 | Giải thưởng Nghệ thuật Baeksang thứ 42 | Best Actor for TV           | Kim Joo-hyuk |